# Wesmaelius brunneus
Wesmaelius brunneus is een insect uit de familie van de bruine gaasvliegen (Hemerobiidae), die tot de orde netvleugeligen (Neuroptera) behoort. 
Wesmaelius brunneus is voor het eerst wetenschappelijk beschreven door Banks in 1920.